# Hyocrinida
Ordre
Les Hyocrinida sont un ordre de Crinoïdes (Echinodermes) sessiles.

## Description

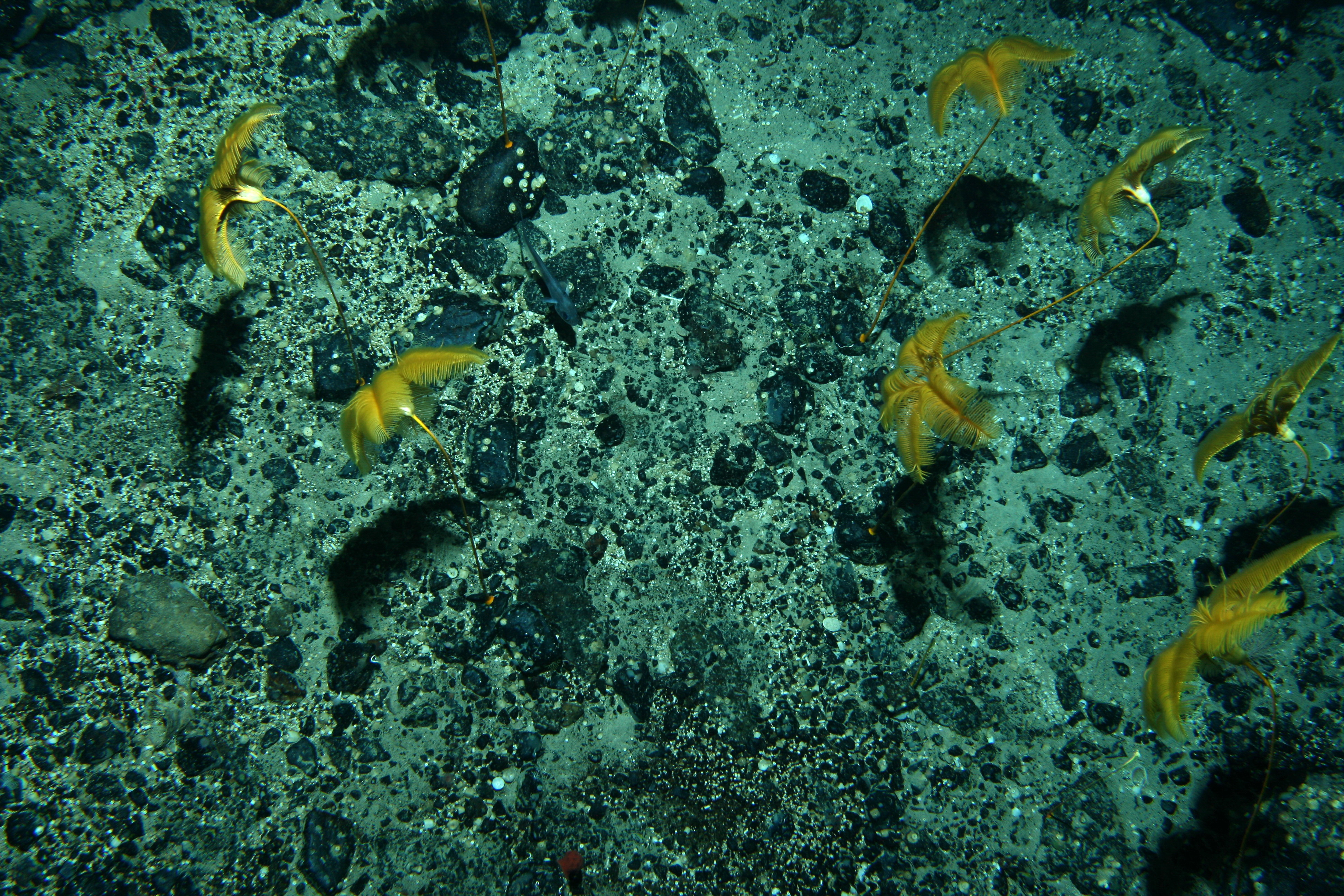
Ptilocrinus amezianeae observé in situ à 600 m de profondeur.

Ce sont des crinoïdes « vrais » (sessiles) : ils vivent attachés au fond par une longue tige calcaire articulée, terminée par un disque d'attachement. Les cinq bras sont longs, et le plus souvent tous de même longueur et pourvus de cirrhes. Les entroques qui composent la tige sont pentagonales vers le calice et rondes vers le bas de la tige.
Il n'en existe qu'une seule famille vivante : les Hyocrinidae Carpenter, 1884. Les espèces de cette famille vivent dans les grandes profondeurs, comme Hyocrinus biscoitoi.

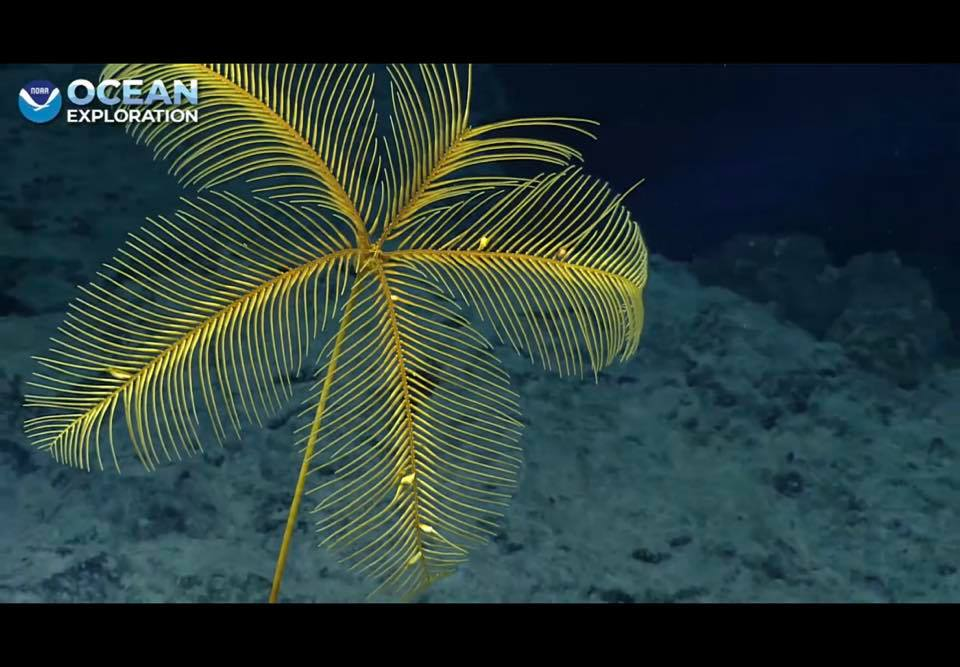
Un Hyocrinida observé par la mission Okeanos Explorer dans les abysses de l'Atlantique nord.

## Nourriture et mode de vie
Sur sa face orale, les pinnules sont, comme les branches des étoiles de mer, frangées de minuscules tubes, les pieds ambulacraires. Ils sécrètent une sorte de glu où se collent des larves de crustacés et des débris d'organismes. Les particules glissent ensuite comme sur des rails, le long de gouttières bordées de cils qui parcourent les bras jusqu'à la bouche ouverte au centre du calice.

## Phylogénie
Selon World Register of Marine Species (23 novembre 2013), cette famille comporte 25 espèces réparties dans 10 genres : 
- famille Hyocrinidae Carpenter, 1884
  - genre Anachalypsicrinus AM Clark, 1973 -- 1 espèce
  - genre Belyaevicrinus (Mironov & Sorokina, 1998) -- 1 espèce
  - genre Calamocrinus Agassiz, 1890 -- 1 espèce
  - genre Dumetocrinus Mironov & Sorokina, 1998 -- 1 espèce
  - genre Feracrinus Mironov & Sorokina, 1998 -- 3 espèces
  - genre Gephyrocrinus Koehler & Bather, 1902 -- 2 espèces
  - genre Hyocrinus Thomson, 1876 -- 4 espèces
  - genre Laubiericrinus Roux, 2004 -- 1 espèce
  - genre Ptilocrinus Clark, 1907 -- 7 espèces
  - genre Thalassocrinus AH Clark, 1911 -- 4 espèces

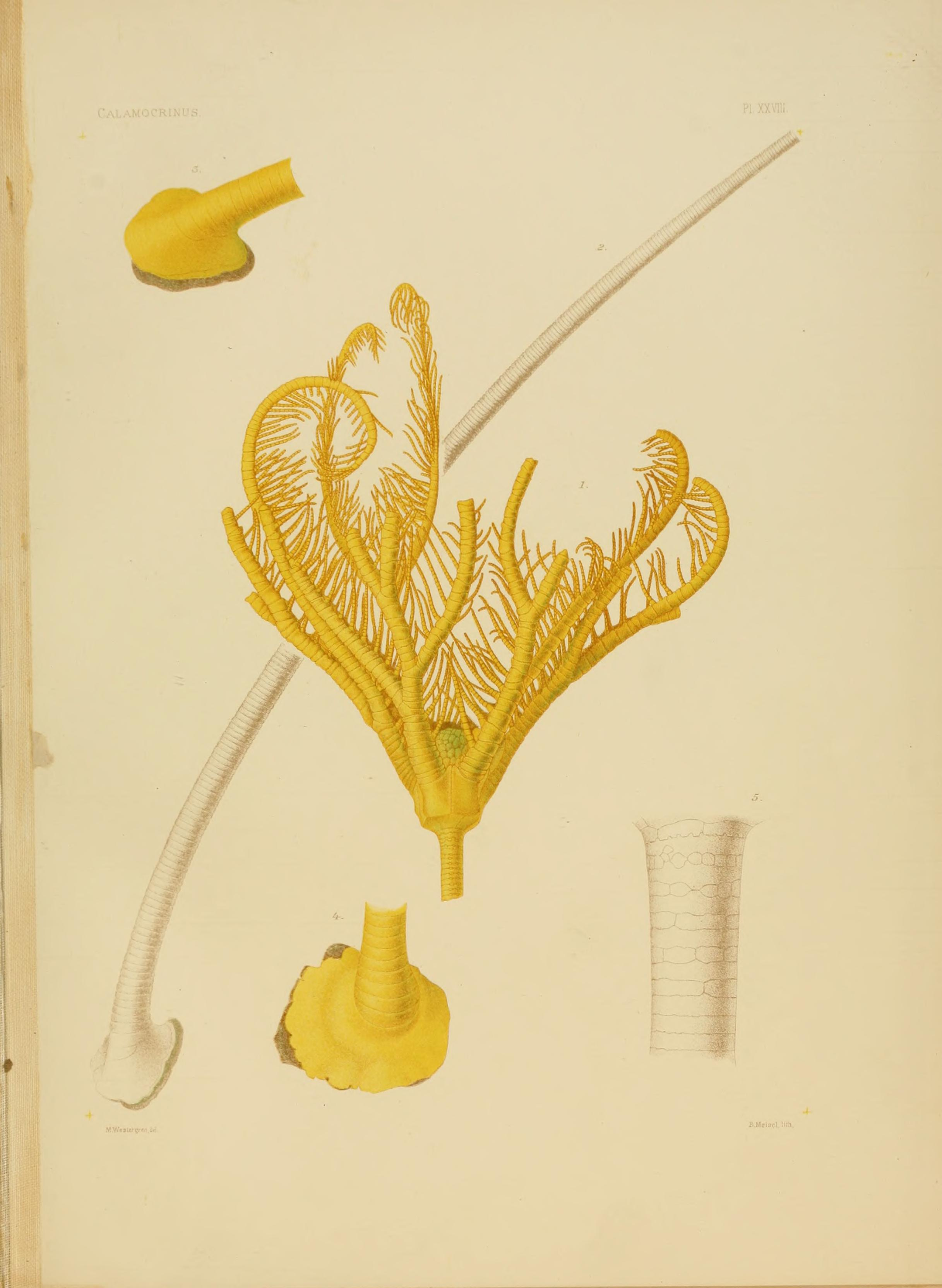
Calamocrinus diomedae.
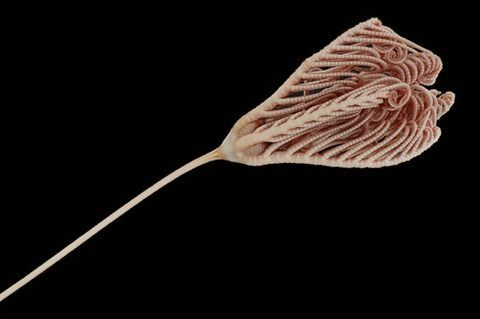
Gephyrocrinus grimaldii.
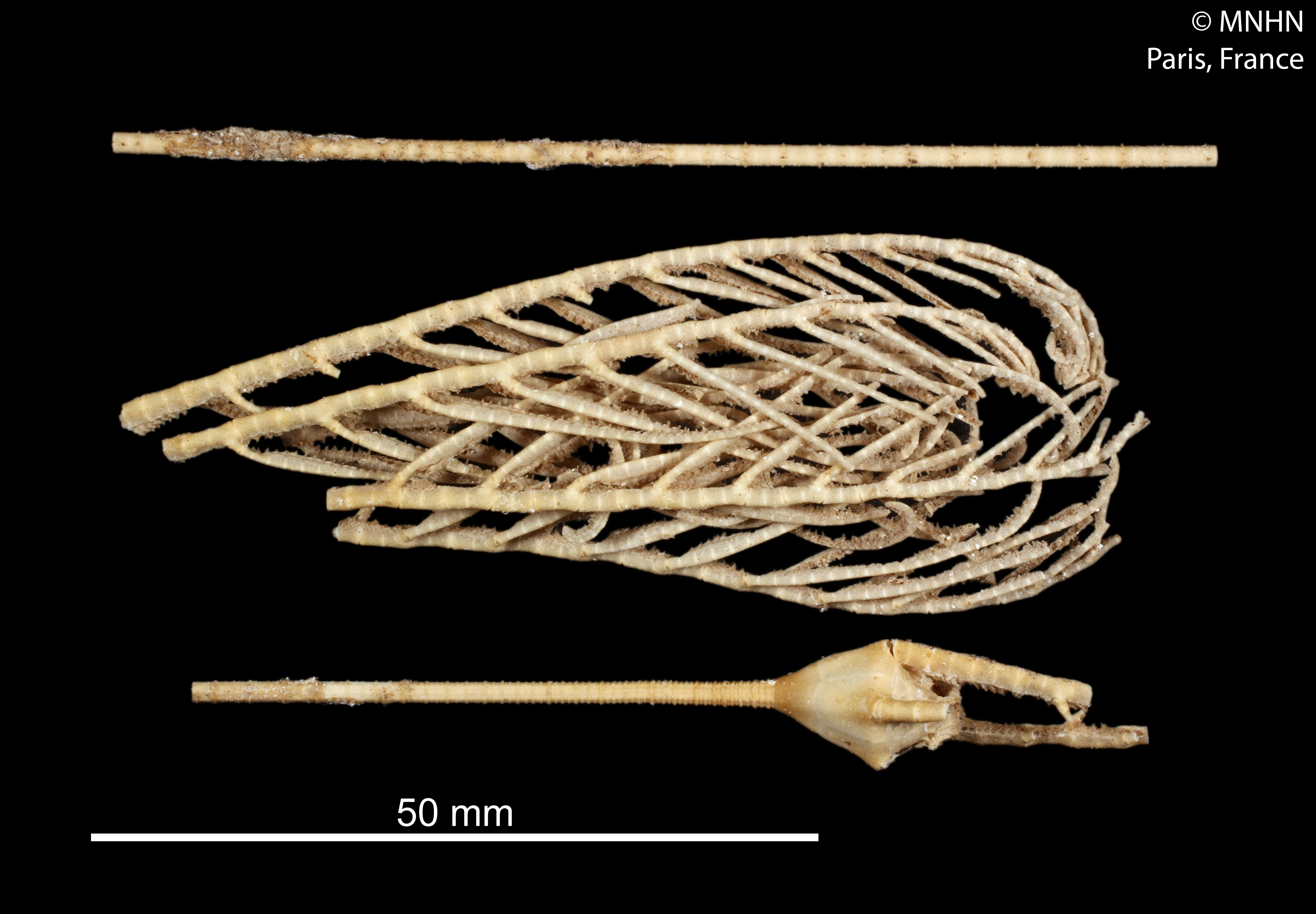
Hyocrinus cyanae.
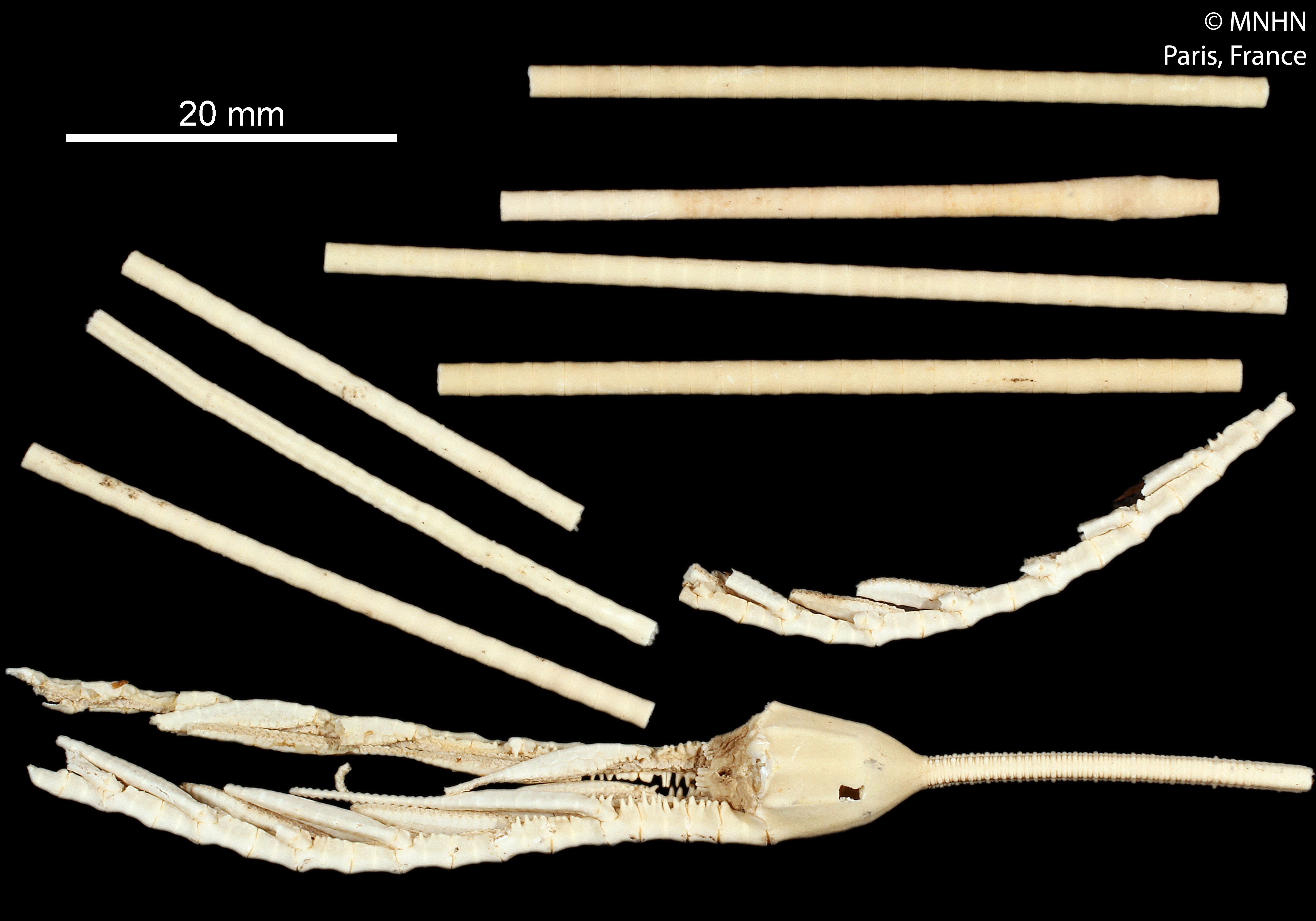
Laubiericrinus pentagonalis.
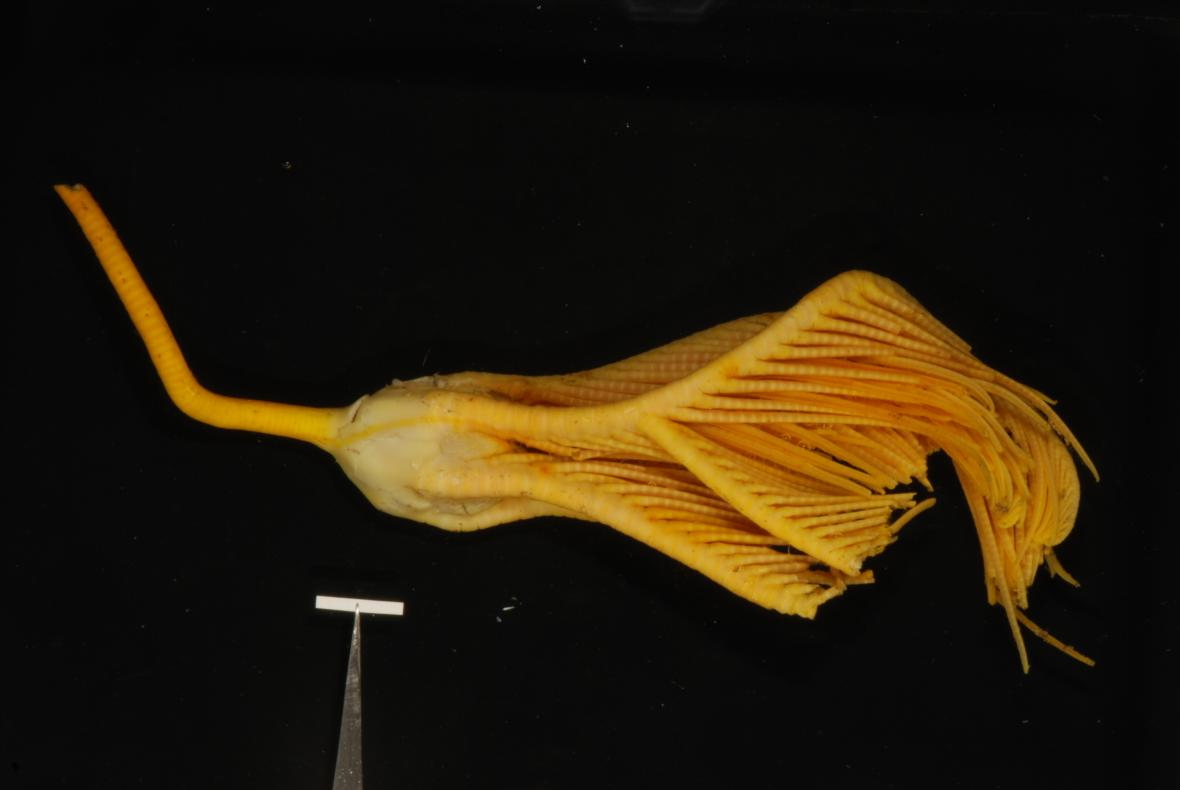
Ptilocrinus amezianeae.